# Корови (річка)
Корови  — річка в Україні, у Косівському районі Івано-Франківської області, ліва притока Пістиньки (басейн Дунаю).

## Опис
Довжина річки 5  км.

## Розташування
Бере початок на південному заході від гори Лебедин (803,1 м)  у національному природному парку «Гуцульщина». Тече переважно на південний схід і на південно-західній околиці села Пістинь впадає у річку Пістиньку, праву притоку Пруту.